# Kamienica (Jawor)
Pour les articles homonymes, voir Kamienica.
Kamienica est une localité polonaise de la gmina de Paszowice, située dans le powiat de Jawor en voïvodie de Basse-Silésie.